# Esgrima als Jocs Olímpics d'estiu de 1980
Als Jocs Olímpics d'Estiu de 1980 celebrats a la ciutat de Moscou (Unió Soviètica) es disputaren vuit proves d'esgrima, sis d'elles en categoria masculina i dues en categoria femenina. La competició se celebrà entre els dies 22 i 31 de juliol de 1980 al Complex esportiu de l'Armada Soviètica.
Participaren 182 esgrimistes, 133 homes i 49 dones, de 20 comitès nacionals diferents.

## Resum de medalles

### Categoria masculina
| Prova                     | Or | Argent | Bronze |
| Floret individual Detalls | Vladimir Smirnov                                                                                        | Pascal Jolyot                                                                                                | Aleksander Romankov                                                                                              |
| Floret per equips Detalls | FrançaDidier Flament Pascal Jolyot Bruno Boscherie Philippe Bonin Frederic Pietruszka                   | Unió SovièticaAleksander Romankov · Vladimir Smirnov · Sabirzhan Ruziev · Ashot Karagian · Vladimir Lapitsky | PolòniaAdam Robak · Bogusław Zych · Lech Koziejowski · Marian Sypniewski                                         |
| Espasa individual Detalls | Johan Harmenberg                                                                                        | Ernõ Kolczonay                                                                                               | Philippe Riboud                                                                                                  |
| Espasa per equips Detalls | FrançaPhilippe Riboud Patrick Picot Hubert Gardas Philippe Boisse Michel Salesse                        | PolòniaPiotr Jabłkowski · Andrzej Lis · Leszek Swornowski · Ludomir Chronowski · Mariusz Strzałka            | Unió SovièticaAshot Karagian · Boris Lukomsky · Aleksander Abushackmetov · Aleksander Mozhaev · Vladimir Smirnov |
| Sabre individual Detalls  | Viktor Krovopuskov                                                                                      | Mikhail Burtsev                                                                                              | Imre Gedővári |
| Sabre per equips Detalls  | Unió SovièticaMikhail Burtsev · Viktor Krovopuskov · Viktor Sidjak · Vladimir Nazlymov · ikolai Alekhin | ItàliaMichele Maffei Mario Montano Marco Romano Ferdinando Meglio Giovanni Scalzo                            | HongriaImre Gedővári · Rudolf Nébald · Pál Gerevich · Ferenc Hammang · György Nébald                             |

### Categoria femenina
| Prova                     | Or                                                                                                  | Argent | Bronze                                                                                          |
| Floret individual Detalls | Pascale Trinquet                                                                                    | Magda Maros | Barbara Wysoczańska                                                                             |
| Floret per equips Detalls | FrançaBrigitte Latrille-Gaudin Pascale Trinquet Isabelle Begard Veronique Brouquier Christine Muzio | Unió SovièticaValentina Sidorova · Nailia Giliazova · Elena Novikova-Belova · Irina Ushakova · Larisa Tsagaraeva | HongriaIldikó Schwarczenberger · Magda Maros · Gertrúd Stefanek · Zsuzsanna Szőcs · Edit Kovács |

## Medaller
| Posició | País           | Or | Argent | Bronze | Total |
| 1       | França         | 4  | 1      | 1      | 6     |
| 2       | Unió Soviètica | 3  | 3      | 2      | 8     |
| 3       | Suècia         | 1  | 0      | 0      | 1     |
| 4       | Hongria        | 0  | 2      | 3      | 5     |
| 5       | Polònia        | 0  | 1      | 2      | 3     |
| 6       | Itàlia         | 0  | 1      | 0      | 1     |